# Sizzano
Sizzano – miejscowość i gmina we Włoszech, w regionie Piemont, w prowincji Novara.
Według danych na rok 2004 gminę zamieszkiwało 1458 osób, 145,8 os./km².